# Comuna Sloveanske, Rozdolne
Sloveanske (în ucraineană Слов'янське) este o comună în raionul Rozdolne, Republica Autonomă Crimeea, Ucraina, formată din satele Avrora și Sloveanske (reședința).

## Demografie
Componența lingvistică a comunei Sloveanske
     Rusă (52,31%)
     Ucraineană (32,76%)
     Tătară crimeeană (13,55%)
     Alte limbi (0,64%)
Conform recensământului din 2001, majoritatea populației comunei Sloveanske era vorbitoare de rusă (52,31%), existând în minoritate și vorbitori de ucraineană (32,76%) și tătară crimeeană (13,55%).